# Karl Haushofer

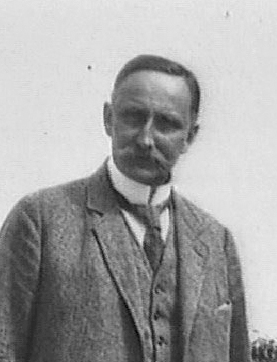
Karl Haushofer rond 1910

Karl Ernst Haushofer (München, 27 augustus 1869 – Pähl, 10 maart 1946) was een Duits generaal en geopoliticus. Zijn ideeën over Lebensraum hebben grote invloed gehad op Adolf Hitler en de nazi-ideologie. Hij was de vader van de geograaf en diplomaat Albrecht Haushofer.

## Biografie
Haushofer werd geboren als zoon van Max Haushofer, hoogleraar economie, en Adele Haushofer geboren Fraas. Hij huwde in 1896 met Martha Mayer Doss. Haushofer volgde een militaire carrière en maakte sinds 1899 deel uit van de generale staf van het Duitse leger. Hij doceerde aan de Beierse militaire academie en hij werd in 1908 uitgezonden naar Tokio om een analyse te maken van het Japanse leger en de Japanse legerautoriteiten te adviseren op het gebied van de artillerie. Deze opdracht zou van beslissende betekenis zijn voor het verdere verloop van Haushofers carrière. Hij kreeg zo de gelegenheid om uitgebreid te reizen in het Verre Oosten. Zijn ervaringen werden verwerkt in zijn thesis ‘Dai Nihon, Betrachtungen über Grosz_Japans Wehrkraft, Weltstellung und Zukunft (1913), waarmee hij een doctoraat in de filosofie behaalde aan de Ludwig Maximilians-Universiteit te München.
Hij diende het Duitse leger in de Eerste Wereldoorlog in de rang van brigadegeneraal. De Duitse nederlaag in 1918 zag hij als een gevolg van een gebrek aan geografische kennis en geopolitieke inzichten.
In 1919 werd Haushofer benoemd tot hoogleraar geografie aan de Universiteit van München. Deze positie gaf hem de mogelijkheid te werken aan zijn geopolitieke opvattingen. In 1921 ontmoette hij, door tussenkomst van Rudolf Hess, Adolf Hitler voor het eerst. Er zouden nog een aantal ontmoetingen volgen, waarbij Haushofer de gelegenheid kreeg zijn geopolitieke ideeën over met name Lebensraum onder de aandacht van Hitler te brengen. Hess was een van zijn studenten en Haushofer onderhield met hem een sterke vriendschapsband. Haushofer stichtte in München het ‘Institut für Geopolitik’ en werd tevens de uitgever van het ‘Zeitschrift für Geopolitik’, in zijn ogen een wezenlijke leidraad voor het politieke handelen. In 1925 verscheen het invloedrijke ‘Geopolitik des Pazifischen Ozeans’ en in 1928 ‘Bausteine zur Geopolitik’.
Haushofers positie in de Duitse universitaire wereld kreeg zijn bekroning in zijn benoeming als president van de Deutsche Akademie in 1934. Deze positie bekleedde hij tot 1937.
Na de vlucht van Hess naar Engeland verloor Haushofer zijn invloed in de politiek. De betrokkenheid van zijn zoon Albrecht Haushofer bij de aanslag op Hitler op 20 juli 1944 leidde ertoe dat Karl Haushofer voor een periode van 8 maanden werd opgesloten in Dachau. Tijdens de Neurenbergprocessen trachtte Haushofer zijn geopolitieke invloed te minimaliseren. In 1946 pleegde hij op 76-jarige leeftijd met zijn vrouw zelfmoord.

## Geopolitieke ideeën
In de geopolitieke ideeën van Haushofer neemt het begrip Lebensraum een centrale plaats in. Dat begrip ontleende hij aan Friedrich Ratzel (1844-1904) en aan Rudolf Kjellen (1864-1922) die Ratzels ideeën in geopolitieke zin had verscherpt. Ratzel beschouwde staten als organismen. In feite voegde Ratzel aan Darwins concept van het strijd om het bestaan een ruimtelijke dimensie toe. Het gaat niet alleen om een strijd om het bestaan, maar elke strijd om het bestaan was een strijd om de ruimte waarin dat bestaan zich moest afspelen. Vandaar het begrip ‘Lebensraum’. Dat laatste moet gezien worden als het totale gebied dat voor het bestaan van een volk nodig is.
Bij Ratzel kende het begrip nog een neutraal-biologische betekenis, bij Haushofer kreeg het een racistisch-imperialistische lading. Dat de Eerste Wereldoorlog door Duitsland werd verloren, schreef Haushofer toe aan een ontoereikend besef van de historisch gegroeide Duitse ‘Lebensraum’. De omvang van een ‘Lebensraum’ werd bepaald door het nastreven van autarkie, dat wil zeggen dat de ‘Lebensraum’ zo ingericht moest worden dat het in tijden van oorlog volledige zelfvoorziening kon garanderen. In 1935 definieerde Haushofer Geopolitik dan ook als een politiek waarbij het recht op ruimte veilig gesteld werd. Het dichter bevolkte Duitsland had recht op expansie in minder dichtbevolkte gebieden om de autarkie van het eigen rijk veilig te stellen.